# Lincoln Ellsworth
Lincoln Ellsworth (Chicago, 12 de maio de 1880 – Nova Iorque, 26 de maio de 1951) foi um explorador polar e aviador norte-americano.

## Biografia

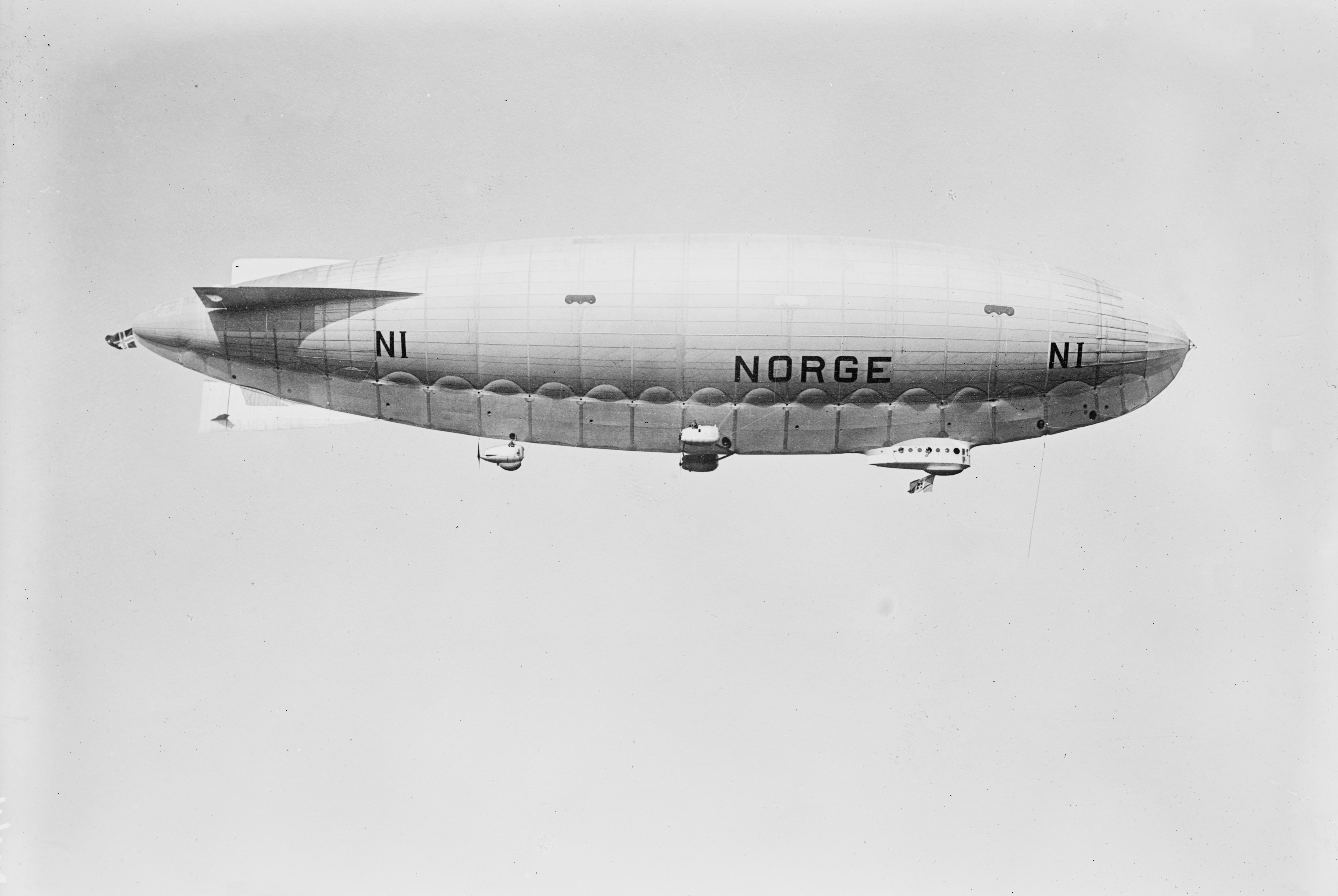
Dirigível Norge em operação

Em 1926, Ellsworth juntamente com o explorador norueguês Roald Amundsen e o engenheiro e piloto de dirigível italiano Umberto Nobile, sobrevoaram pela primeira vez o Pólo Norte a bordo do Norge.
Ellsworth fez quatro expedições a Antártida entre 1933 e 1939, utilizando o seu avião e o navio HMAS Wyatt Earp como base de apoio.